# Sjundeå
Sjundeå (finska Siuntio) är en kommun som ligger 4 mil väster om Helsingfors i landskapet Nyland i Finland. Dess grannkommuner är i öster Kyrkslätt, i väster Ingå, i nordväst Lojo och i norr Vichtis. 
Kommunen har 6 198 invånare och en yta på 266,11 km². Sjundeå är tvåspråkig med finska som majoritetsspråk och svenska som minoritetsspråk. En knapp tredjedel (30,0 %) av invånarna är svenskspråkiga. Kommunen hade emellertid en svenskspråkig majoritet till 1980-talet.

## Historia

### Fornhistoria
Sjundeås historia går långt tillbaka i tiden och de första odlingsmarkerna i Finland fanns just i Kyrkådalen nära Sjundeå kyrka. Trakten har varit bebodd sedan stenåldern och på Krejansberget finns fem gravrösen från bronsåldern bevarade. Sjundeå omnämns redan 1382 i ett gåvobrev.

### Medeltiden
Sjundeå blev en viktig ort under medeltiden då två stora gods, Svidja gård (1540) och Sjundby gård (1560), uppfördes. Under 1500-talet var all mark mellan Lojoåsen och Finska viken kring Sjundeå å ägd av Svidja gård. Det var också Svidja gård som på 1500-talet lät uppföra Pickala gård, inte långt ifrån Sjundeå ås mynning i Pickalaviken. Pickala gård avskildes år 1815 från Svidja gård och övergick i Sjundby gårds ägo, för att senare under samma sekel bli en självständig egendom. Den nuvarande ljusröda karaktärsbyggnaden är från år 1851.

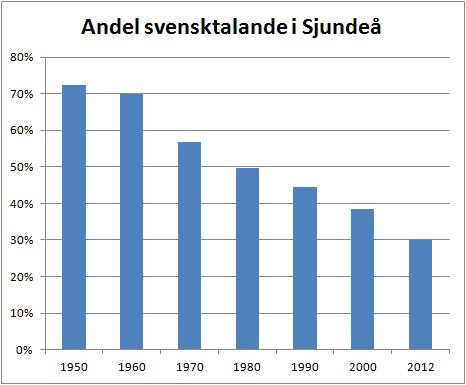
Andelen svenskspråkiga i Sjundeå har under 1900-talet stadigt minskat och sedan 1980-talet är de svenskspråkiga i minoritet. Källa: https://issuu.com/folktinget/docs/fisve2012-rapport

Kungsvägen mellan Åbo och Viborgs slott – som använts av kungar, köpmän och pilgrimer sedan 1300-talet – går över Pickala bro i Sjundeå, och löper sedan vidare genom kommunen i två förgreningar: en sydlig som leder till Degerby och Ingå, och en nordlig som via Sjundeå kyrkoby och Lappers leder till Virkby i Lojo och därifrån vidare mot Svartå och Karis. Pickala bro har även spelat en viktig roll i historien då här ännu för cirka 100 år sedan ordnades en traditionell marknad där Ekenäsköpmännen samlades på västra sidan av ån och Helsingforsköpmännen på den östra. Sjundeå å kan på så vis ses som bokstavligt talat en vattendelare för vad som är Helsingfors och Ekenäs influensområden.

### 1800-talet
Centrum som tidigare var förlagt till kyrkbyn och S:t Petri kyrka från 1460-talet försköts när kustbanan mellan Helsingfors och Åbo byggdes i början av förra seklet mot järnvägsstationen och nuvarande centrum. Författaren Aleksis Kivi bodde 1864–1871 i Fanjunkars torp som låg där centrum finns idag.

### Porkala arrendetid
Ungefär 25% av Sjundeå kommuns landområde tillhörde Porkalaområdet som arrenderades av Sovjetunionen som en del av vapenstilleståndsfördraget mellan 1944 och 1955. Bland annat Sjundeå jänrvägsstation, Sjundby slott, Pickala gård och Fanjunkars torp lämnades på sovjetiska sidan av den nya gränsen. Då var kommunens tjänster så som butiker och banker tvungna att flytta från stationsområdet tillbaka till Sjundeå kyrkby. Pickala äreport och ryska väggskrivningar vid Sjundby slott är några av de spår som fortfarande finns kvar av arrendetiden i Sjundeå.

### Administrativ historik
År 1953 överfördes Nummenkylä och Skräddarskog med de omgivande områdena, som då låg i den norra delen av Sjundeå, till Lojo landskommun. I närheten av Virkby anslöts också ett litet jordområde till Lojo kommun år 1975.
1 januari 2000 tillfördes ett område med 4 invånare från Kyrkslätts kommun. Samma datum överfördes ett område med 7 invånare till Ingå kommun.
År 2011 föreslogs att kommunen skulle slås ihop med Lojo och Nummi-Pusula. I en folkomröstning söndagen den 25 september sade dock 63,5 procent av de röstande nej, medan 34,5 procent sade ja. Röstdeltagandet var på drygt 66 procent. I Nummi-Pusula röstade däremot 55 procent för ett sammangående. Den 9 november 2011 röstade kommunfullmäktige i Sjundeå igenom kommunsammanslagningen.

## Vapen

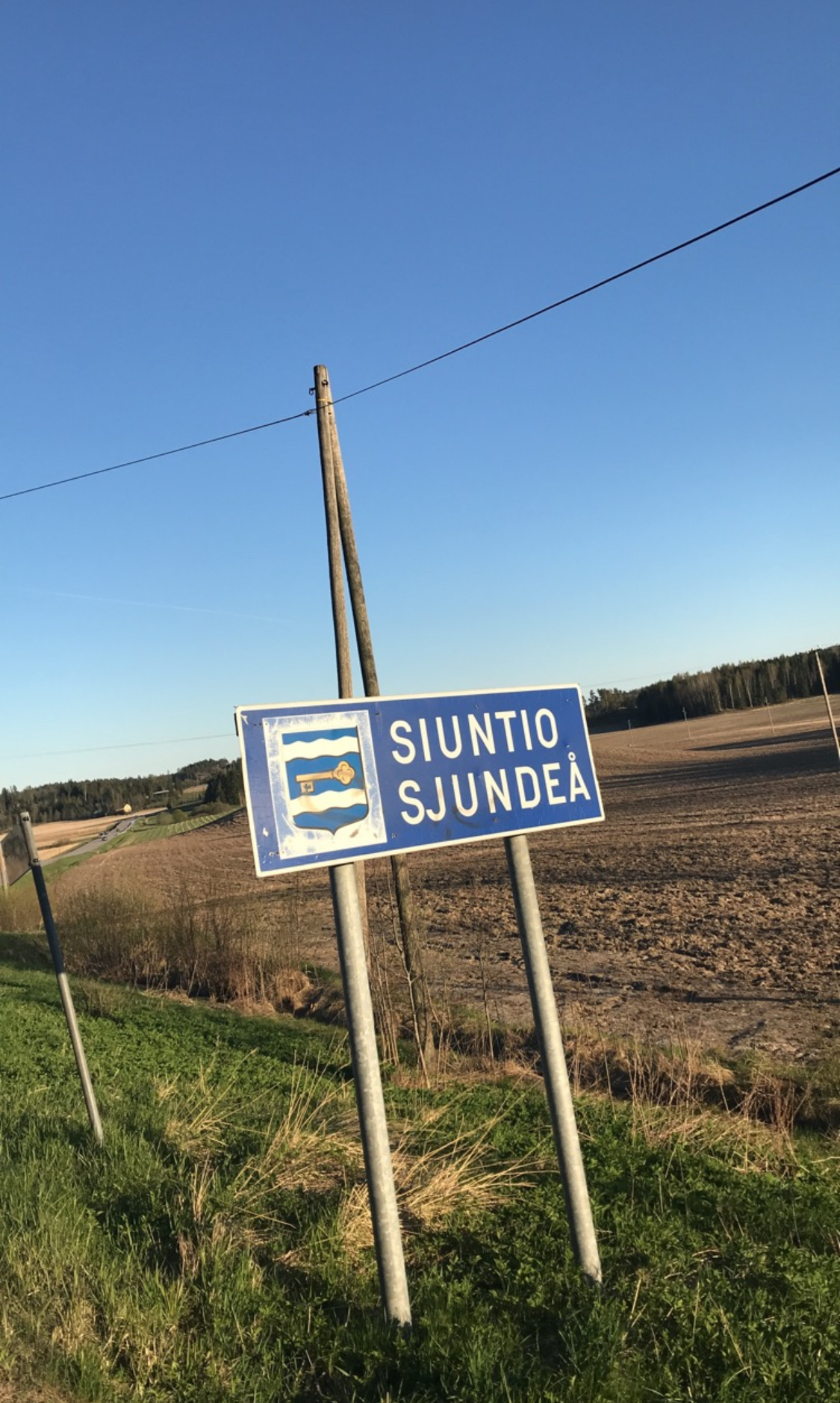
Sjundeå kommungräns vid Svidjavägen.

Kommunvapnet föreställer S:t Petrus nyckel till himmelriket i mitten (S:t Petrus är Sjundeå kyrkas skyddshelgon) och Sjundeå ås två förgreningar uppe och nere. Vapnets färger, som kommer från det nyländska landskapsvapnet, är blått, guld och silver, men ofta används grått och gult i stället för silver och guld.
Vapnet är designat av A. W. Rancken och togs i bruk den 22 april 1950.

## Geografi

### Natur och bebyggelse
Det kuperade landskapet med sina dalgångar är utmärkande för kommunen, som brukar kallas "Ådalarnas bygd". Längs dalgångarnas sidor reser sig mäktiga skogbeklädda berg och i söder finns en liten skärgård. Norra Sjundeå är den mest kuperade delen och Sjundeå ås dalgång med sina höga branta bergssluttningar brukar ibland kallas "Sjundeås Schweiz". De östra gränstrakterna mot Kyrkslätt är också kuperade och till en stor del skogklädda. Här finns även en hel del mindre sjöar och träsk. I väster och söder öppnar sig Sjundeås verkliga odlingsmarker med stora öppna fält.
I kommunen kombineras landsbygd och natur med företagande, föreningsliv, skolor och bibliotek samt modernt boende med äldre slott och herrgårdar, bland annat Svidja och Sjundby från 1500-talet och de nyare Pickala, Tjusterby gård och Gårdskulla gård. Tjusterby gårds karaktärsbyggnad, som är i privat ägo, förstördes totalt i en brand 8 maj 2011.

#### Vattenområden
I kommunen finns sammanlagt 33 sjöar varav sjöarna Björnträsk (finska Karhujärvi), Lappträsk, Tjusträsk och Vikträsk är de största. Andra viktiga vattenområden är viken Pickalaviken (i Sjundeå och Kyrkslätt, fi. Pikkalanlahti) samt vattendraget Sjundeå å (fi. Siuntionjoki) som under sitt lopp genom kommunen har flera olika namn: Kyrkån vid Sjundeå kyrkby, Sjundbyån vid Sjundby gård och Pickala å vid Pickala gård, just innan ån mynnar ut i Pickalaviken (som är en del av Finska viken).

##### Sjundeå å
Sjundeå å är, vid sidan av de vidsträckta odlingsmarkerna och förhållandevis höga bergen, det mest dominerande inslaget i Sjundeås natur. Ån är så central i Sjundeå att till och med Sjundeå kommuns gränser i stora drag följer dess avrinningsområde. Såsom vattendrag i allmänhet har den även spelat en mycket viktigt roll i historien, främst som kommunikationsled, och på detta vis även avgjort var bebyggelsen kommit att uppstå.
Efter istiden var området kring Sjundeå å en djup havsvik som sträckte sig in i landet, ända till Lojoåsen. De högsta bergen i dagens ådal var på den tiden naturligtvis små öar där det uppstod till exempel de gravrösen som finns kvar ännu i dagens läge. Även fornborgen på Skällberget i Sjundeå kyrkby är från denna tid. Havsviken fungerade som kommunikationsled till inlandet och det är följaktligen inte förvånande att det vid dess forna stränder finns en hel del minnesmärken, i form av just rösen och borgar. 
I takt med landhöjningen drog sig dock havsviken allt längre mot havet och kvar blev då just Sjundeå å, med några sjöar, Björnträsk och Tjusträsk. Nämnas bör att den sydligaste sjön Vikträsk, som ligger bara cirka 1 km från kusten, ännu under medeltiden var en havsvik, därav namnet Vikträsk.
Även sedan havsviken förminskats till å har den tjänat som en viktig kommunikationsled: på medeltiden fanns det ända uppe vid Sjundby slott (cirka 5 km från kusten) en hamn för fartygstrafik. Sedan dess har ån blivit så pass mycket grundare att sådan trafik inte varit möjlig sedan länge. I början av 1900-talet gick det dock ångbåtar ända upp till Vikträsk.
Sjundeå ås huvudgren får sin början i Enäjärvi som ligger på Vichtissidan och flyter sedan cirka 20 km genom mycket varierande terräng innan den når havet. I Sjundeå kyrkby, vid den gamla prästgården, möts Sjundeå å av dess andra, om än betydligt mindre, huvudgren Kyrkån som har sin början vid områden för Lojoåsen i Virkby. Denna gren, Kyrkån, flyter så gott som enbart genom vidsträckta, bördiga, förhållandevis flacka odlingsmarker, och Kyrkån är också betydligt mer slammig än Sjundeå å. Längs Kyrkån ligger inte något egentligt träsk. De mindre vattendrag som flyter in i Björnträsk är en del av Sjundeå ås avrinningsområde, men det är först efter Björnträsk, i Sjundeås mest norra hörn, som ån får namnet Sjundeå å. Björnträsk är Sjundeå ås största sjö, och ligger mycket vackert i ett rätt så kulligt område, omgivet att skogs- och jordbruksområden. Den norra huvudgren som flyter mellan Björnträsk och Sjundeå kyrkby är av närmast vild karaktär, i en rätt så trång dalgång, omgiven av på sina ställen höga skogklädda berg, som gett området epitetet "Sjundeå Schweiz". Här finns flera forsar, inte minst Kvarnby, där det även finns ett vattenkraftverk, som numera är ur bruk. Då ån väl nått kyrkbyn, och Kyrkån, blir karaktären betydligt lugnare.
Rätt snart når ån sjön Tjusträsk, en mycket frodig sjö, som ligger vackert inbäddat i ett av Sjundeå centrala odlingsområden. Efter Tjusträsk når Sjundeå å rätt snabbt Sjundeå stationssamhälle, som dock ligger så att den vanliga besökaren inte lägger märke till att ån faktiskt flyter förbi samhället. Inte långt ifrån stationssamhället ligger Sjundby gård där ån bildar en imponerande, sjudande fors. Här ligger även ett mindre vattenkraftverk. Efter Sjundby flyter ån genom först rätt dramatiska kuperade områden innan den så småningom når det mer flacka Vikträskområdet, även det omgivet av odlingsmarker, men även berg. Under den sista kilometer kallas ån ofta för Pickalaån och flyter här igenom ett sällsynt vackert område, kantat av mäktiga klibbalar, "Sjundeås Amazonas". Vid denna sträcka ligger även Pickala gård. Vid mynningen ligger en sluss, för att industrin skall kunna utnyttja sötvatten från ån.
Förutom bland annat detta växtliv finns det vid Sjundeå å också ett rikt djurliv, med bland annat strömstarar och uttrar. Även havsöringen går upp i ån. Trots detta är Sjundeå å, främst på grund av den kraftiga odlingen i ådalarna, ett av Finlands absolut mest eutrofa vattendrag.
Sjundeå ås ådal ger karaktär åt hela kommunens landskap och är ett mycket omtyckt rekreationsområde. Vid Tjusträsk ligger Sjundeå bad och det ordnas även kanot- och kajakpaddling längs ån.

### Kommunikationer

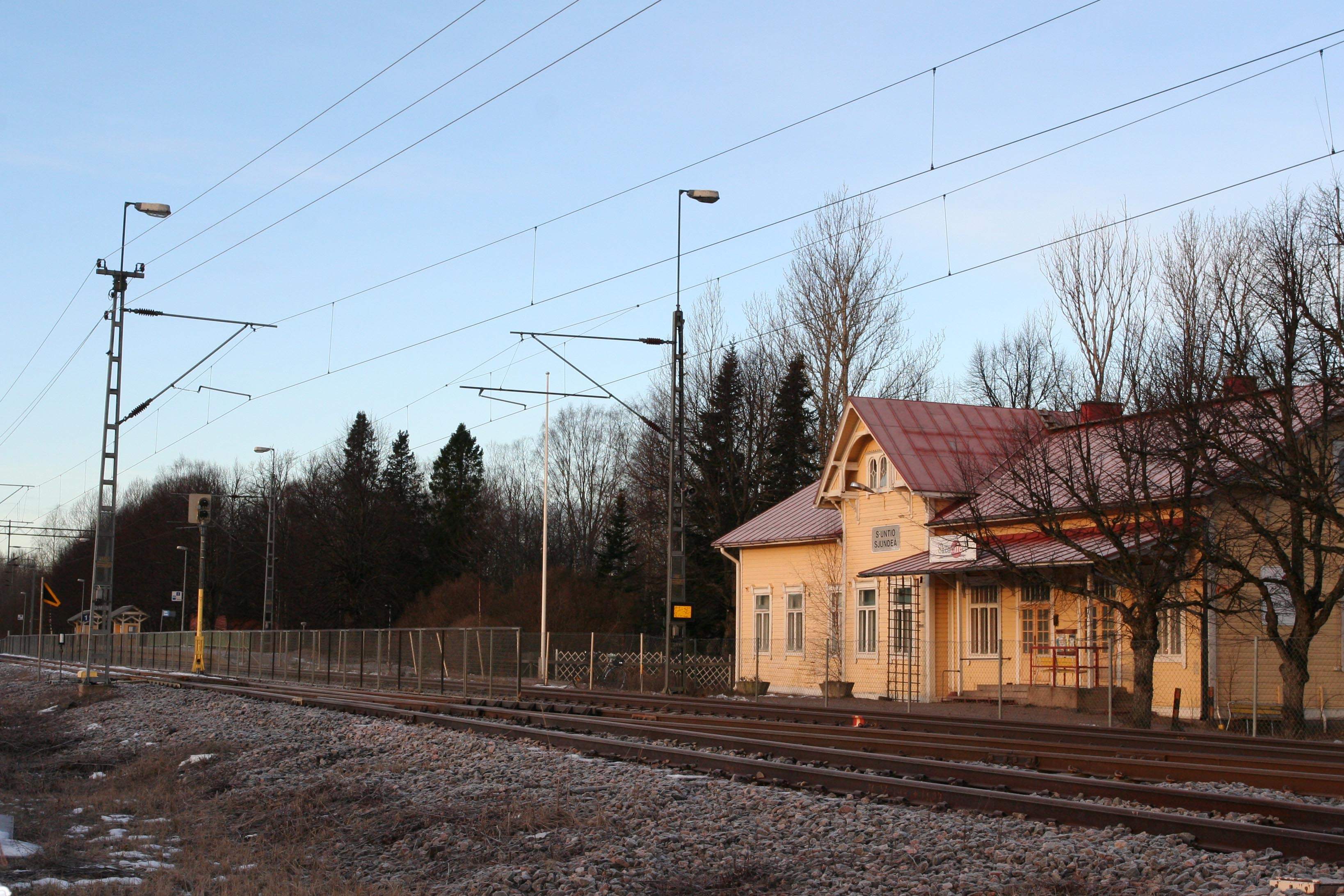
Sjundeå järnvägsstation

Genom kommunens allra sydligaste delar går stamväg 51 som förbinder Helsingfors med Karis. Sjundeå järnvägsstation ligger invid kustbanan mellan Helsingfors och Åbo. Banan går genom de centrala delarna av kommunen, och det har tidigare funnits flera järnvägsstationer, bland annat i Käla, en station som det finns planer på att öppna på nytt. Vägarna 115, 116 och 1130 går dels i sydlig-nordlig, dels i östlig-västlig riktning genom kommunen och förbinder de olika delarna med varandra. Dessa vägar möts samtliga i kyrkbyområdet, som tidigare alltså var kommunens centrum. 
I kyrkbyområdet möts även Sjundeå ås huvudgrenar, Sjundeå å och Kyrkån, två vattenleder som tidigare i historien spelade en viktig roll, i synnerhet i de allra sydligaste delarna där ån flyter ut i havet. Denna del av Sjundeå å kallas i allmänhet för Pickalaån och var ännu i början av 1900-talet en havsvik med ångbåtstrafik från den nära havet belägna sjön Vikträsk. 
Det går busstrafik både till orterna runt omkring (framförallt Lojo) och Helsingfors. Med tåg kommer man till de närliggande orterna längs kustbanan, och till Helsingfors på ungefär 40 minuter. Bilresan från Sjundeå till Helsingfors går på ungefär 40 minuter. Sjundeå tillhör HRT-området.

### Byar
Aiskos, Andby, Backa, Barråsa, Bläsaby, Bocks, Bollstad, Broända (med (Hovgård), Bäcks, Böle, Dansbacka, Engisby, Fall, Fjällskifte, Flyt, Fågelvik, Förby, Gammelby, Grisans, Grotbacka, Grännäs, Grönskog, Gårdskulla, Gårsböle, Gåsarv, Gårdsböle, Gästans, Göks, Harvs, Hollstens, Hummerkila, Hästböle, Järvans, Kalans, Kanala, Karskog, Karuby, Kehla eller Käla, Kockis, Kopula, Kvarnby, Kynnar, Lempans, Malm, Munks, Myrans, Mörsbacka, Nordanvik, Nummenkylä, Nyby, Näsby, Palmgård, Paturs, Pickala, Prästgård, Pulkbacka, Purnus, Påvals eller Påvalsmalm, Pölans, Siggans, Sjundby, Skinnars, Skräddarskog, Störsby, Störsvik, Sunnanvik, Svartbäck, Svidja, Tjusterby, Tupala, Tupala Nyby, Veijans eller Vejans, Vesterby, Vikars, Ängsholm, Övitsby.
Några andra ortnamn är Fanjunkars, Flytträsket (sankmark), Grönkulla (egendom), Sågarsfors (fors med kraftverk), Tegelbruksbacken, Vejansslätten.

## Näringar och ekonomi
Som ett ekonomiskt område tillhör Sjundeå Helsingforsregionen, där den regionala bruttonationalprodukten uppgick till 60 189 euro per invånare år 2022. Den regionala BNP:n är högre än landets genomsnitt och är den sjätte största i jämförelse mellan regionerna.
År 2022 fanns det totalt 1 305 arbetsplatser i Sjundeå, och kommunen hade 2 994 sysselsatta invånare. Andelen sysselsatta som arbetar i sin egen bostadskommun var 23,6 procent. Arbetsplatserna i Sjundeå domineras av servicebranschen, där 77,2 procent av jobben finns. Industrin står för 13,3 procent av arbetsplatserna, medan den primära näringen utgör 6,7 procent.
Kommunens självförsörjningsgrad av arbetsplatser är 43,6 procent. Sysselsättningsgraden bland personer i arbetsför ålder var 81,6 procent år 2022, medan andelen arbetslösa uppgick till 6,2 procent av arbetskraften. Enligt det ekonomiska försörjningskvotmåttet fanns det i Sjundeå 107,6 personer utanför arbetskraften och arbetslösa per 100 sysselsatta.

### Företag
De största branscherna i Sjundeå baserat på antalet företag är byggtjänster, konsulttjänster och fastighetstjänster. De fem största privata arbetsgivarna i Sjundeå är Prysmian Group (644 anställda), Restaurants By Spoon (27), ungdomshemmet Nuorisokoti Avalon (27), Pienryhmäkoti Arjen Sydän (21) och Sanaskoti Siuntio Kuntoutusyksikkö (20). De största företagen baserat på omsättning är Prysmian Group, Valbruna Nordic, Sawcenter, Asmodee Finland och Lifemed. Bland de största arbetsgivarna finns även Sjundeå bad, kommunen och Sjundeå kyrkliga samfällighet.
I kommunbarometern, som mäter samarbetet mellan kommuner och företagare samt kommunal företagsamhet, har Sjundeå placerat sig i det näst lägsta kvartalet bland små kommuner, på plats 134 under åren 2020–2024. Företagarnas genomsnittliga betyg för Sjundeå är 2,84.

## Kultur

### Sevärdheter

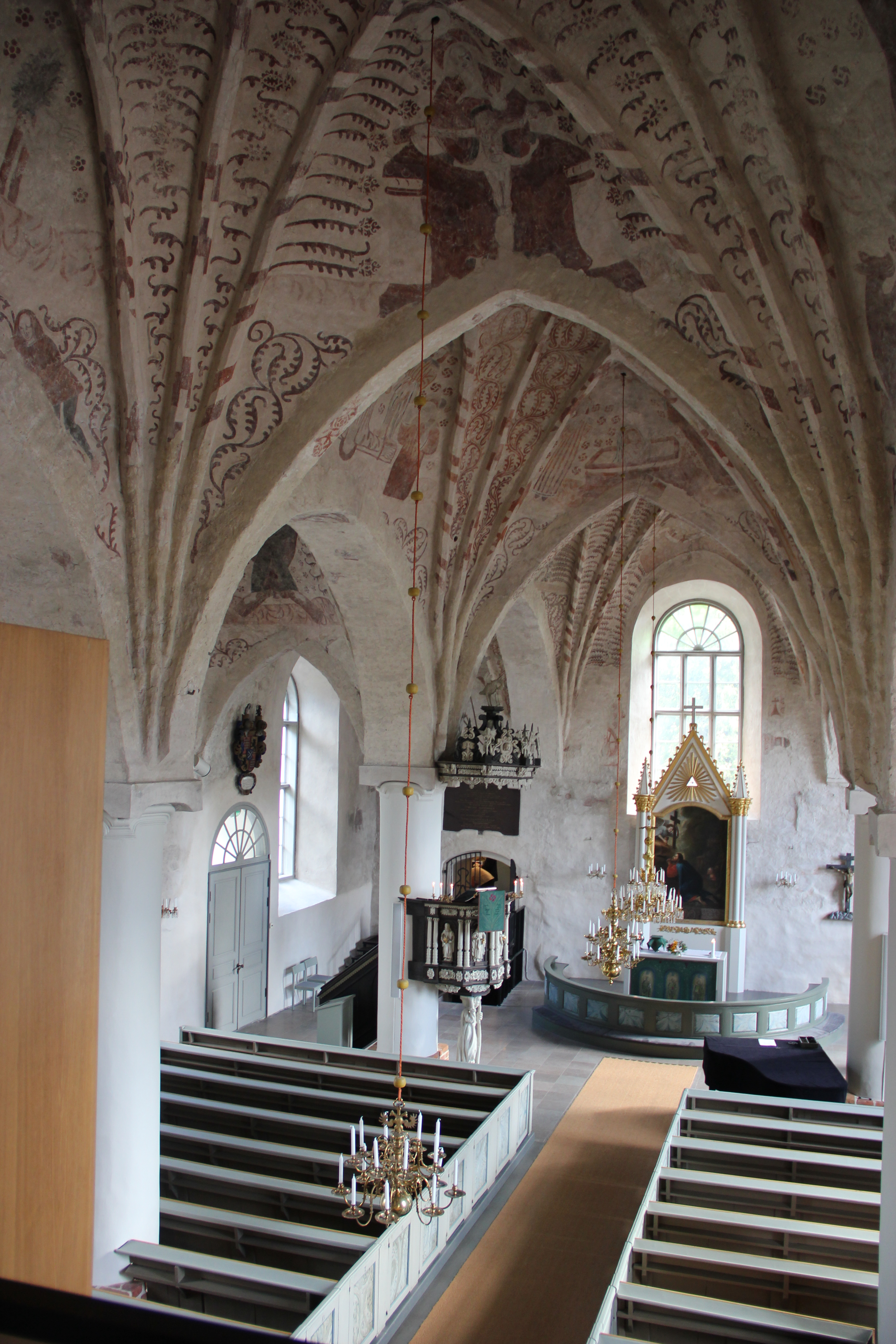
Sjundeå S:t Petri kyrka

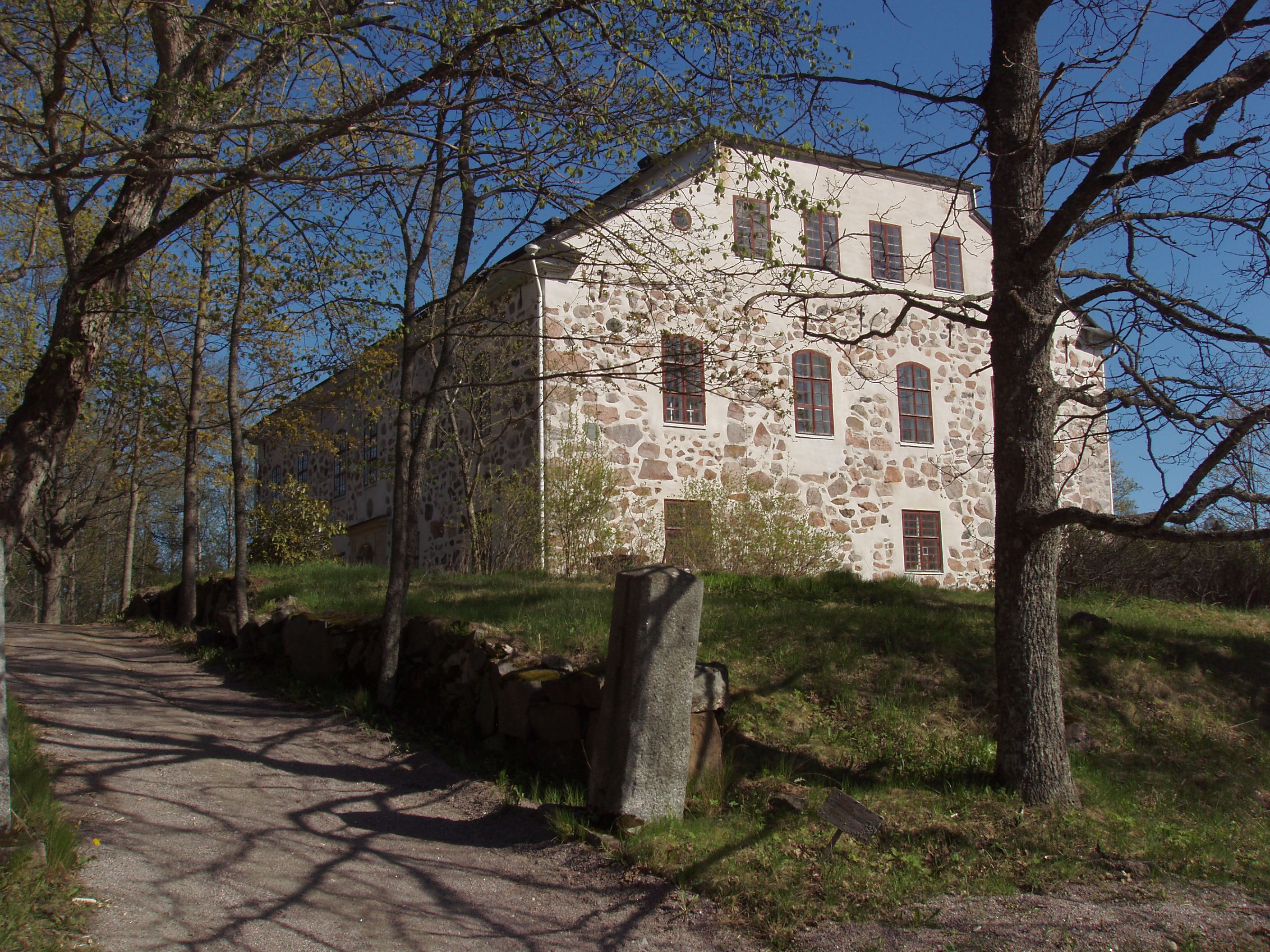
Sjundby slott

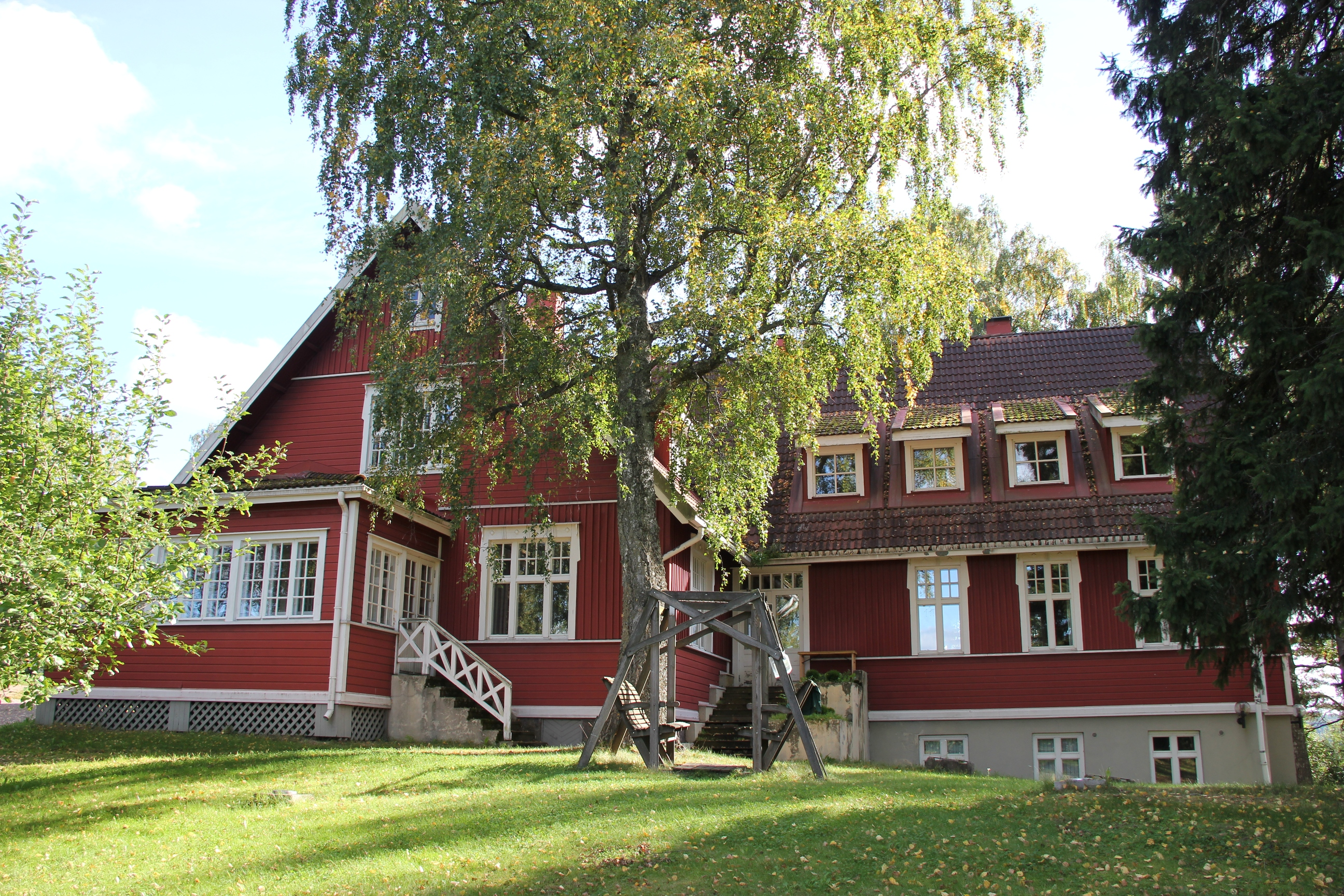
Lepopirtti

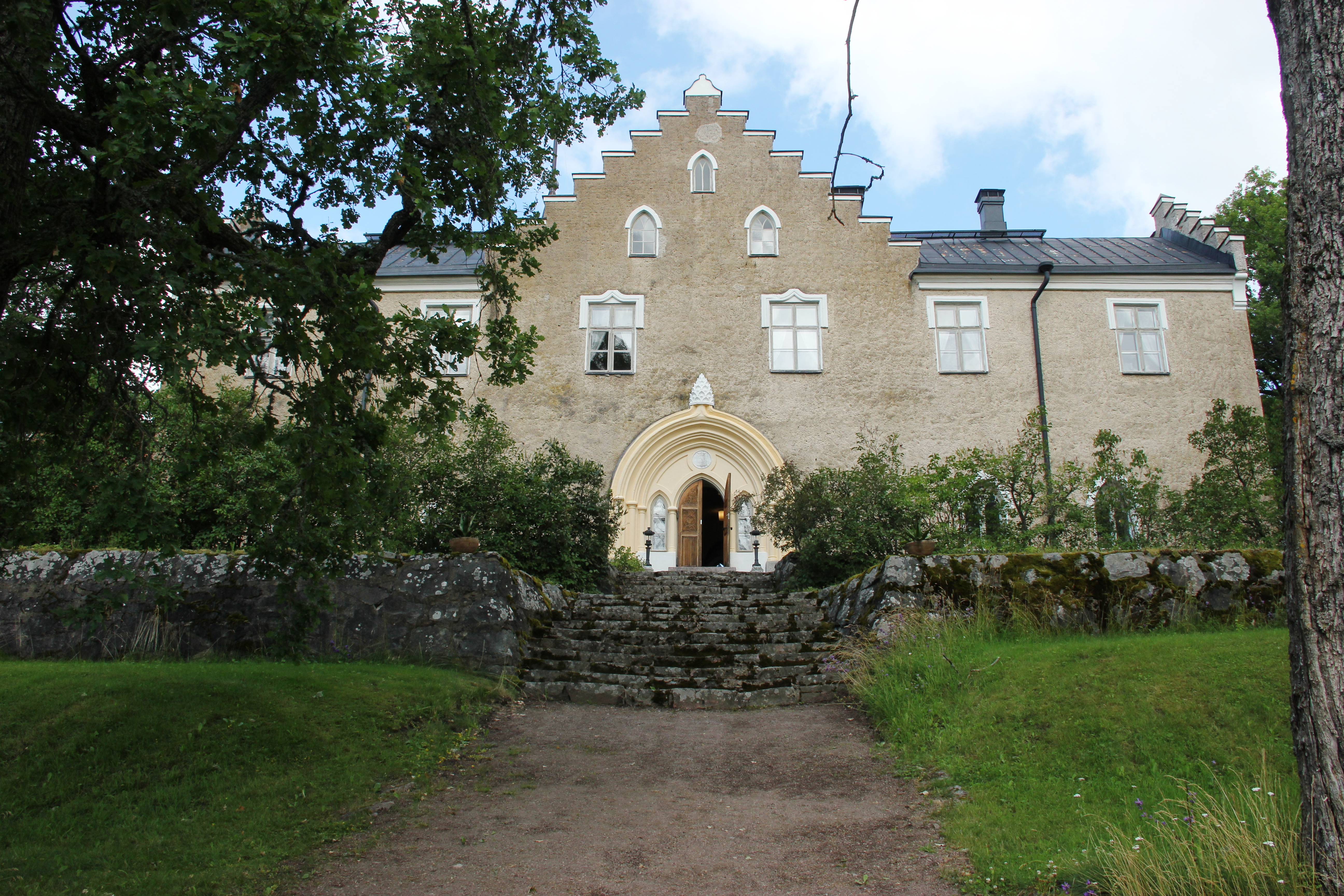
Svidja slott

Lista över sevärdheter i Sjundeå:

#### Det medeltida byggnadsarv
- Sjundeå S:t Petri kyrka från 1400-talet
- Sjundby slott från 1417
- Svidja slott från 1400-talet

#### Övriga sevärdheter
- Fanjunkars torp
- Pickala äreport, en sovjetisk triumfbåge sen "Porkalaparentesen" (1944–1956)
- Sjundeå hembygdsmuseum
- Krejansbergets forngravar
- Miina Sillanpääs Lepopirtti
- Käla gård
- Pickala bro
- Pickala gård
- Gårdskulla gård
- Gårdskulla lantbruksmuseum
- Kabanovvägen
- Järnvägsstationen
- Skällberget

### Folkdräkt
Sjundeås folkdräkt är en av Finlands finlandssvenska folkdräkter.

#### Kvinnodräkt
Till kvinnodräkt hör:
- Bindmössa med eller utan broderier. Mössan har med stycke av knypplad- eller tyllspets. Bindmössan kan vara röd, svart, grå, blå eller naturvit
- Hel- eller halvlinne blus av vitt lärft. Krage, framlist och ärmlinningar med korsstygnsbroderier i rött och gult. Vida ärmar med stripade rynkor vid ärmlinningen och på axel
- Snörlivet av svart kläde eller halvylletyg
- Kjol av halvylle med breda ränder i svart, gult, blått och rött på stålgrå botten
- Kjolsäck av svart ylletyg, kantat med rött och broderier i yllegarn. Bärs dels under förklädet på höger sida
- Förkläde av sidentyg eller vitt linne med korsstygnsbroderier i rött och gult eller smalrandigt ylle i kjolens färger
- Axelduk av siden eller vit yllemuslin med tryckt blommönster. Duken bärs ovanpå livstycket och fästes med enkel sjalnål i silver
- Släta vita bomullsstrumpor eller yllestrumpor
- Svarta snörskor
- Tröja av svart kläde eller halvylletyg med tre långa skörtveck och 2 överklädda knappar i ryggen och ärmuppslag med 2 överklädda knappar

#### Mansdräkt
Till mansdräkt hör:
- Blå skärmmössa
- Hel- eller halv linne skjorta av vitt lärft. Skjortan har axelförstärkning, hög delvis nedvikt krage med framlist samt hals- och ärmspjäll. Vida ärmar med stripade rynkor både vid ärmlinningen och på axel
- Halsduk av gult eller blått siden
- Västen av smalrandigt halvylle tyg i smala symmetriska ränder i svart, blått, gult och rött på stålgrå botten. Västen har 5 mässingsknappar i två rader och nedvikt krage med rundade hörn utan uppslag. Översta paret av knappar på ett längre avstånd från de andra
- Knäbyxor av mörk blå vadmal med bred lucka knäppt med fyra xx. Vid knäna ovala mässingsspännen, 3 stölingar vid knäsprundet
- Rocken av mörk blå vadmal, krage och slag med knapphål, knäpps 3 par stölingar. I ryggen mittsöm med sprund, sidsömmar med skörtveck prydda med 1 stöling. I midjehöjd en söm från sidsömmen till mitt fram, ärmuppslag med 3 stölingar
- Släta vita eller gråa bomulls- eller yllestrumpor
- Svarta snörskor

### Offentliga konstverk i kommunen
Det finns flera offentliga konstverk i Sjundeå kommun. Med offentligt konstverk syftar man till permanent placerade konstverk, minnesmärken och minnesplattor på offentliga platser samt allmänna minnesmärken och statyer på kyrkogårdar. Listan inkluderar inte konstverk inom byggnader och avskilda innergårdar, och heller inte enskilda gravstatyer.
Lista över offentliga konstverk i Sjundeå kommun:
| Namn                                               | Plats                                                           | Koordinater                 | Konstnär / Tillverkare                                   | Invigningsår | Bild |
| -------------------------------------------------- | --------------------------------------------------------------- | --------------------------- | -------------------------------------------------------- | ------------ | ---- |
| Aleksis Kivis och Charlotta Lönnqvists minnesmärke | Fanjunkars, Fanjunkarsvägen 1                                   | 60°08′07.6″N 024°13′39.9″Ö  | Alvar Aalto                                              | 1962         |      |
| För Fosterlandet 1939-1944                         | Sjundeå hjältegravar, Svidjavägen 51                            | 60°10′35.9″N 024°12′13.8″Ö  | Konstnär: A. W. Ranckén, Tillverkare: Uno och Toni Luoma | 1949         |      |
| Kapellbackens minneskors                           | Kapellbacken, Sjundby                                           | 60°08′20.9″N 024°16′03.2″Ö  | Hembygdens Vänner i Sjundeå r.f.                         |              |      |
| Namnlös (Solen)                                    | Tornberget, Tallbacka                                           | 60.1068°N, 24.2993°Ö        | Pessi Manner                                             | 2008         |      |
| Veteranstenen                                      | Sjundeå kyrkoby, Kalansgränden 5                                | 60.1756°N, 24.2051°Ö        |                                                          | 1996         |      |
| Vykort från Sjundeå                                | Bildningscampuset Sjundeå Hjärtas facad, Sjundeå stationsområde | 60°08′13.1″N, 024°13′35.4″Ö | Jaakko Niemelä, Helena Hietanen                          | 2022         |      |

### Kulturpriset
Sjundeå kommun delar ut en egen kulturpris. År 2021 fick författaren och illustratören Maikki Harjanne priset.

### Utbildining
Efter att Päivärinne skola stängdes 2018 har Sjundeå kommun haft två grundskolor: den svenskspråkiga Sjundeå svenska skola och den finskspråkiga Aleksis Kivi skola. År 2022 färdigställdes ett nytt bildningscampus i kommuncentrumet, Sjundeå Hjärta, där båda skolorna samt kommunbiblioteket ligger. Campuset var Sjundeå kommuns största investering någonsin.
Sjundeå svenska skola har årskurserna 1-6, och Aleksis Kiven koulu har årskurserna 1-9. För att fortsätta sin utbildning, till exempel på gymnasiet, måste elever åka till närliggande kommuner som Lojo, Kyrkslätt och Vichtis.
Helsingfors universitet drev ett undervisnings- och forskningscentrum på Svidja slott mellan 1975 och 2007.

## Befolkningsutveckling
| Befolkningsutvecklingen i Sjundeå kommun 1975–2020                                                           | Befolkningsutvecklingen i Sjundeå kommun 1975–2020 | Befolkningsutvecklingen i Sjundeå kommun 1975–2020 | Befolkningsutvecklingen i Sjundeå kommun 1975–2020 | Befolkningsutvecklingen i Sjundeå kommun 1975–2020 |
| --- | -------------------------------------------------- | -------------------------------------------------- | -------------------------------------------------- | -------------------------------------------------- |
| |                                                    |                                                    |                                                    |                                                    |
| År |                                                    |                                                    | Folkmängd                                          |                                                    |
| 1975 | 1975                                               |                                                    | 3 454                                              |                                                    |
| 1980 | 1980                                               |                                                    | 3 600                                              |                                                    |
| 1985 | 1985                                               |                                                    | 3 982                                              |                                                    |
| 1990 | 1990                                               |                                                    | 4 221                                              |                                                    |
| 1995 | 1995                                               |                                                    | 4 445                                              |                                                    |
| 2000 | 2000                                               |                                                    | 4 853                                              |                                                    |
| 2005 | 2005                                               |                                                    | 5 422                                              |                                                    |
| 2010 | 2010                                               |                                                    | 6 104                                              |                                                    |
| 2015 | 2015                                               |                                                    | 6 182                                              |                                                    |
| 2020 | 2020                                               |                                                    | 6 149                                              |                                                    |
| Anm: Uppgifterna avser förhållandena den 31 december nämnda år enligt områdesindelningen den 1 januari 2022. |                                                    |                                                    |                                                    |                                                    |

## Politik

### Mandatfördelning i Sjundeå kommun, valen 1976–2025
| 3 | 4 | 4 | 10 |

| 3 | 5 | 1 | 10 | 2 |

| 2 | 4 | 2 | 1 | 10 | 2 |

| 2 | 7 | 2 |  | 13 | 2 |

|  | 7 |  | 3 | 2 | 12 |  |

|  | 6 | 2 | 2 |  | 13 | 2 |

|  | 4 | 3 | 2 | 2 | 12 | 3 |

| 7 | 3 |  |  | 10 | 5 |

| 17 | 10 |

| 5 | 3 | 2 |  | 9 | 7 |

| 18 | 9 |

| 2 | 5 | 2 | 2 | 2 |  | 9 | 4 |

| 22 | 5 |

| 2 | 3 | 5 |  | 8 | 8 |

| 16 | 11 |

| 5 | 3 | 3 | 8 | 8 |

| 15 | 12 |

| 7 | 3 |  | 9 | 7 |

| 15 | 12 |

### Kommundirektörer
Sjundeås kommundirektör sedan 2025 är Inka Tikkanen. Hon valdes till kommundirektör av Sjundeås kommunfullmäktige år 2024, efter att den tidigare kommundirektören Juha-Pekka Isotupa meddelat att han skulle gå i pension. Tikkanen tillträdde ämbetet i mars 2025 och blev den första kvinnliga kommundirektören i Sjundeå. Hon blev samtidigt den tredje kvinnan i rad att väljas till stads- eller kommundirektör i Västnyland.
Listan om Sjundeås kommundirektörer:
| Namn                | År        |
| ------------------- | --------- |
| Runar Wikström      | 1968–1975 |
| Ole Åberg           | 1975–1983 |
| Jan-Erik Helenelund | 1983–1985 |
| Rainer Nordstörm    | 1986–2000 |
| Juha-Pekka Isotupa  | 2009–2025 |
| Inka Tikkanen       | 2025-     |

## Välkända sjundeåbor

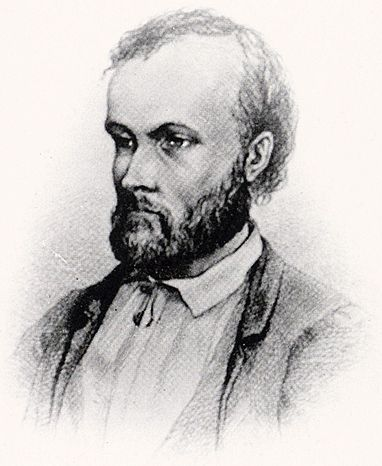
Aleksis Kivi

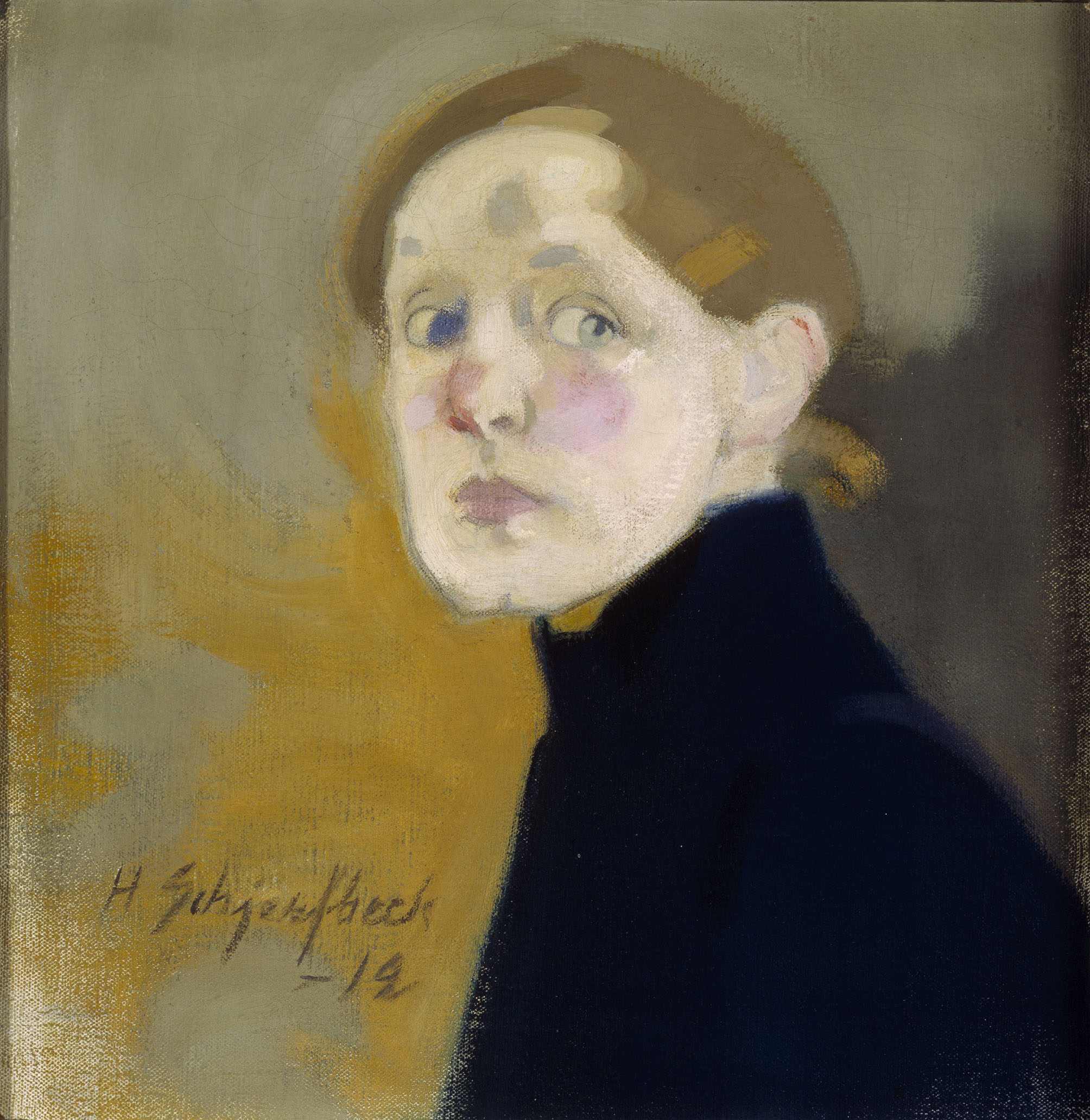
Helene Schjerfbeck

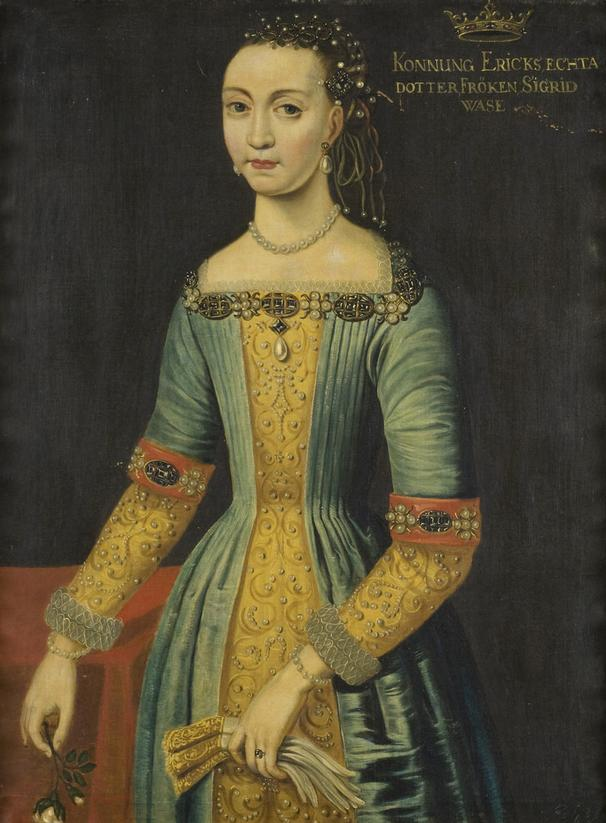
Sigrid Vasa

Listan över välkända människor som bor i Sjundeå eller har bott i Sjundeå och verkat mycket i området.
- Aleksis Kivi - författare - Kivi bodde i Sjundeå i Fanjunkars torp.
- Charlotta Lönnqvist - Aleksis Kivis mecenat - Lönnqvist bodde i Sjundeå på Fanjunkars torp.
- Erik Fleming - ståthållare och hövitsman för Gustav Vasas trupper i Finland - bodde i Svidja slott.
- Hebbla Sparre - godsägare - ägde Svidja slott
- Klaus Fleming - friherre, riksråd, riksamiral riksmarsk - ägde Svidja slott
- Carl Henrik Wrangel - friherre och fältmarskalk - verkade i Sjundeå
- Gustaf Adolf Reuterholm - (1756-1813) född på Svidja slott.
- Esbjörn Reuterholm - friherre och riksråd - bodde i Svidja slott
- August Wrede af Elimä - friherre - bodde i Svidja slott
- Sigrid Vasa - svensk prinsessa - bodde i Sjundby slott
- Henrik Tomas Adlercreutz - riksråd - ägde Sjundby slott
- Helene Schjerfbeck - konstnär - bodde i Sjundby slott på somrarna [30]
- Jacob Henriksson Hästesko - riksråd och krigsöverste, tidtals gubernator i Finland - bodde i Sjundby slott
- Henrik Klasson Tott - landshövding - bodde i Sjundby slott
- Åke Henriksson Tott - riksråd och fältmarskalk - ägde Sjundby slott
- Drottning Kristina - drottning av Sverige - ägde Sjundby slott
- Karin Månsdotter - drottning av Sverige - tillbringade tid i Sjundby slott
- Juhani Stenvall - Aleksis Kivis äldste bror - bodde på Purnus gård i Sjundeå[31]
- Ernst Johan Creutz den yngre - greve, kansler för Kungliga Akademien i Åbo - ägde Sjundby slott[32]
- Otto Mauritz Krebs - krigsherre - bodde i Sjundby slott[32]
- Christoffer Strandberg - skådespelare - bor i Sjundeå
- Pernilla Karlsson - representant för Finland i Eurovision - bodde i Sjundeå
- Miina Sillanpää - politiker - grundade Sjundeå bad[33]
- Mona Leo - skribent - bodde i Sjundeå[34]
- Johanna Rusanen-Kartano - sopran - bor i Sjundeå
- Maikki Harjanne - författare och illustratör - bodde i Sjundeå[35]

## Vänorter
- Lindesberg, Sverige[36]
- Paide, Estland[37]

## Övrigt
En fristående sparbank, Sparbanken i Sjundeå, fungerade i Sjundeå fram till 1991. Sjundeå hade också ett fristående handelslag, Sjundeå Handelslag, fram till 1973.

År 2021 tog Sjundeå kommun sitt nya varumärke i bruk. Kommunen presenterade en ny logo och slogan för Sjundeå; Sjundeå - Ta det lugnt. Förnyelsen förverkligades av reklambyrån Staart.

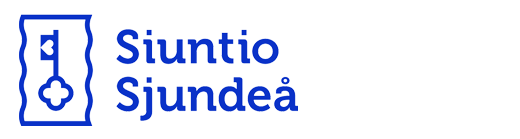
Sjundeå kommuns logo